# Oregon Army National Guard
La Oregon Army National Guard è una componente della Riserva militare della Oregon National Guard, inquadrata sotto la U.S. National Guard. Il suo quartier generale è situato presso la città di Salem.

## Organizzazione
Attualmente, al 2024, sono attivi i seguenti reparti :

### Joint Forces Headquarters
- JFHQ, Army Element
- Medical Detachment
- Recruiting & Retention Battalion
- 102nd Civil Support Team (WMD) - Salem

### 41st Infantry Brigade Combat Team
- Headquarters & Headquarters Company - Tigard
- 1st Battalion, 186th Infantry Regiment
  -  Headquarters & Headquarters Company - Ashland
  -  Company A (-) - Medford
    - Detachment 1 - Klamath Falls

  -  Company B - Salem
  -  Company C (-) - Roseburg
    - Detachment 1 - Coos Bay

  -  Company D (Weapons) - Grants Pass
- 2nd Battalion, 162nd Infantry Regiment
  -  Headquarters & Headquarters Company - Springfield
  -  Company A - Springfield
  -  Company B - Corvallis
  -  Company C - Gresham
  -  Company D (Weapons) - Happy Valley
- 1st Battalion, 200th Infantry Regiment - New Mexico Army National Guard
- 1st Squadron, 303rd Cavalry Regiment - Washington Army National Guard
- 2nd Battalion, 218th Field Artillery Regiment
  -  Headquarters & Headquarters Battery (-) - Forest Grove
    - Detachment 1 - Salem
    - Detachment 2 - New Mexico Army National Guard

  -  Battery A - Portland
  -  Battery B - McMinnville
  -  Battery C - Portland
- 741st Brigade Engineer Battalion
  -  Headquarters & Headquarters Company - Happy Valley
  -  Company A - Happy Valley
  -  Company B - St.Helens
  -  Company C (Signal) - Happy Valley
  -  Company D (-) (Military Intelligence) - Portland ANGB
    - Detachment 1 (UAS) - Pendleton
- 141st Brigade Support Battalion
  -  Headquarters & Headquarters Company - Portland
  -  Company A (DISTRO) - Portland
  -  Company B (Maint) - Portland
  -  Company C (MED) - Portland
  - Company D - Washington Army National Guard
  -  Company E (Forward Support) (Aggregata al 741st Brigade Engineer Battalion) - Happy Valley
  -  Company F (Forward Support) (Aggregata al 2nd Battalion, 218th Field Artillery Regiment) - Forest Grove
  -  Company G (Forward Support) (Aggregata al 2nd Battalion, 162nd Infantry Regiment) - Springfield
  -  Company H (Forward Support) (Aggregata al 1st Battalion, 186th Infantry Regiment) - Medford
  - Company I - New Mexico Army National Guard

### 82nd Troop Command
- Headquarters & Headquarters Company - Clackamas
- 234th Army Band - Salem
- 115th Public Affairs Detachment - Salem
- 4133rd Regional Trial Defense Team
  - 8233rd Trial Defense Team
- 821st Troop Command Battalion
  -  Headquarters & Headquarters Company - Salem
  -  1186th Military Police Company (-) - Salem
    - Detachment 1 - Milton-Freewater

  -  3670th Ordnance Company - Clackamas
- 3rd Battalion, 116th Armor Regiment (Combined Arms) - Sotto il controllo operativo della 116th Cavalry Brigade Combat Team, Idaho Army National Guard
  -  Headquarters & Headquarters Company (-) - La Grande
    - Detachment 1 - Milton-Freewater

  -  Company A (Tank) - Ontario
  -  Company B (Tank) - Hermiston
  -  Company C - Woodburn
  -  Company H (-) (Forward Support), 145th Brigade Support Battalion - Baker City
    - Detachment 1 - La Grande
- 1st Squadron, 82nd Cavalry Regiment - Sotto il controllo operativo della 81st Stryker Brigade Combat Team, Washington Army National Guard
  -  Headquarters & Headquarters Troop - Bend
  -  Troop A - Albany
  -  Troop B - Redmond
  -  Troop C - Portland
  -  Troop D (Anti-Tank) - The Dalles
  -  Company D, 181st Brigade Support Battalion (Forward Support) - Prineville
- 1249th Engineer Battalion
  -  Headquarters & Headquarters Company - Salem
  -  Forward Support Company - Salem
  -  162nd Engineer Company (Mobility Augmentation) - Dallas
  -  224th Engineer Company (Support) (-) - Albany
    - Detachment 1 - Newport

  -  234th Engineer Company (Vertical Construction) - Warrenton
- Aviation Support Facility #1 - Salem AAF
- Aviation Support Facility #2 - Pendleton AAF
- 2nd Battalion, 641st Aviation Regiment (Theater) - Sotto il controllo operativo della 63rd Theater Aviation Brigade - Kentucky Army National Guard
  -  Headquarters & Headquarters Company - Salem AAF
  -  Company A (-)  - Salem AAF - Equipaggiata con 1 C-12U 
  - Company B (-) - Mississippi Army National Guard
  - Company C (-) - Alaska Army National Guard
- Detachment 47, Operational Support Airlift Command
- Detachment 3, Company B (AVIM), 351st Aviation Support Battalion
- Detachment 1, Company A, 1st Battalion, 112th Aviation Regiment - Salem AAF - Equipaggiata con 4 UH-72
- Detachment 1, Company B, 1st Battalion, 168th Aviation Regiment (General Support) - Pendleton AAF - Equipaggiata con 5 CH-47F 
  - Detachment 2, Company D, 1st Battalion, 168th Aviation Regiment (General Support)
  - Detachment 2, Company E, 1st Battalion, 168th Aviation Regiment (General Support)
- Company G (-) (MEDEVAC), 1st Battalion, 189th Aviation Regiment (General Support) - Salem AAF - Equipaggiata con 4 HH-60L 
  - Detachment 3, Company D, 1st Battalion, 189th Aviation Regiment (General Support)
  - Detachment 3, Company E, 1st Battalion, 189th Aviation Regiment (General Support)